# Katar
Katar (arabul: قطر, IPA: [ˈqɑtˤɑr]; hivatalosan a Katari Állam, arabul: دولة قطر, átírva: Davlat Katar) egy közel-keleti arab emírség a Perzsa-öbölbe nyúló Katari-félszigeten. Szárazföldi határán csak Szaúd-Arábiával osztozik délen. Területe Magyarországénak kb. a nyolcada, népessége pedig nagyjából a harmada (2025-ben). Területe nagyrészt sík, alacsonyan fekvő sivatagból áll. A fővárosa Doha, ahol a lakosságának több mint 80%-a él. 
A volt brit protektorátus 1971 óta független.
A világ egyik legnagyobb kőolaj- és földgázkészletével rendelkezik, és gazdaságában nagyszámú külföldi munkavállalót alkalmaz, akik a lakosságának a zömét adják. Olajvagyona megalapozta az ország lakóinak magas életszínvonalát. A Föld egyik legnagyobb cseppfolyósított földgáz exportőre  és 2020 táján a legnagyobb egy főre jutó szén-dioxid-kibocsátója. A Föld egyik legmagasabb egy főre jutó GDP-jével rendelkezik (nominális és vásárlóerő-paritás értéken számolva is); összesített GDP-je pedig megelőzi Magyarországét is.
Csekély területe és népessége ellenére regionálisan, az arab világban feltörekvő középhatalom.

## Nevének eredete
Idősebb Plinius római történetíró már a Krisztus utáni első században említi a félsziget lakóit Catharrei néven, akik egy hasonló elnevezésű települést laktak. Klaudiosz Ptolemaiosz egyiptomi görög tudós térképén Catara-nak nevezi a félszigetet. A félsziget keleti részén egy Cadara nevű város feküdt, amelyet később Katara-nak, végül többszöri változás során Guttur-nak, Katr-nak vagy Kattar-nak neveztek. A katari nyelvjárásban [ˈɡɪtʕɑr]-nak is ejtik a helyiek.

## Földrajz

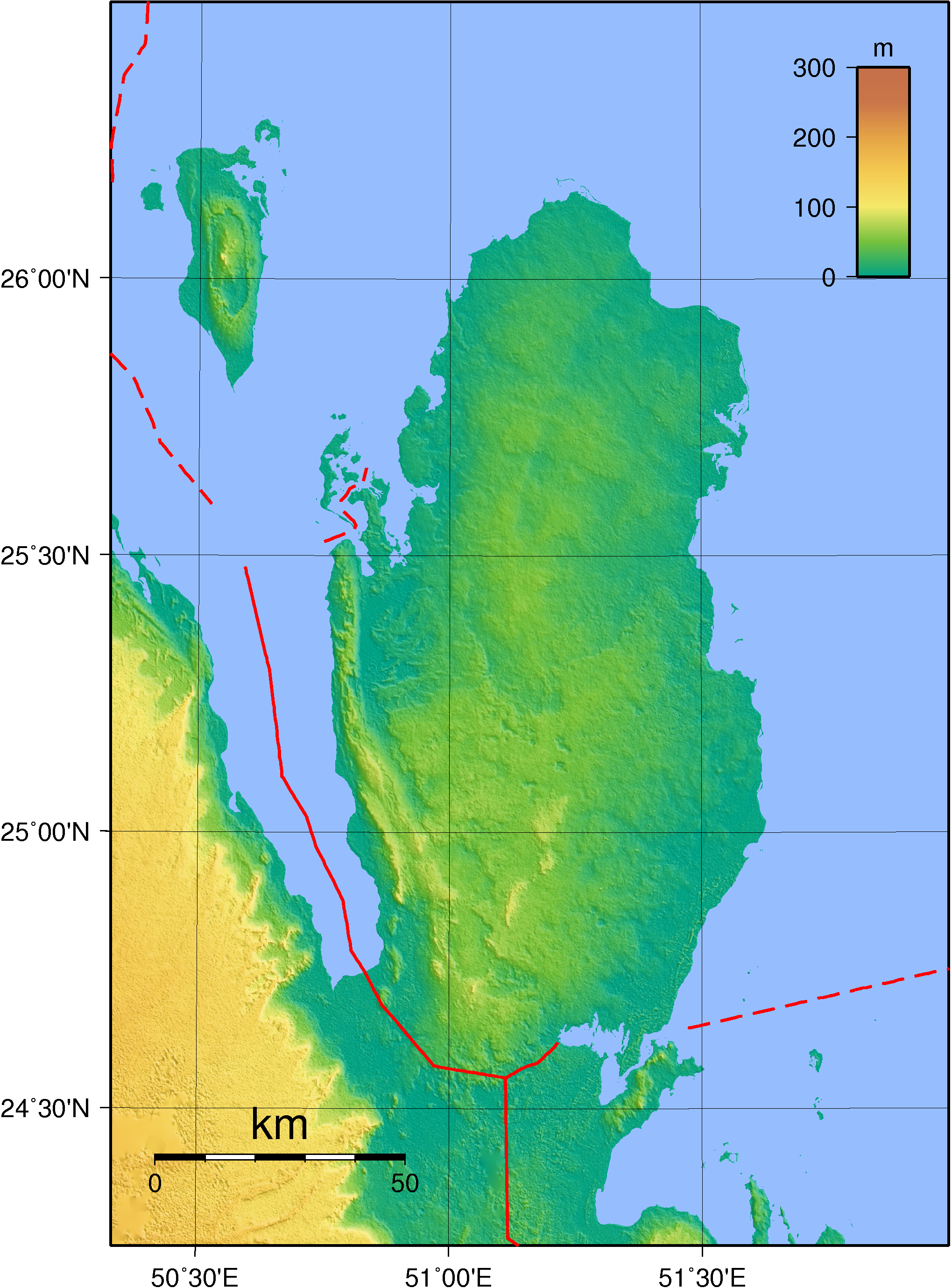
Katar domborzati térképe

Katar kis félszigetet foglal el az Arab-félsziget északkeleti partján, és délen csak Szaúd-Arábia határolja, míg területének többi részét a Perzsa-öböl veszi körül. A Bahreini-öböl választja el a közeli Bahreintől.

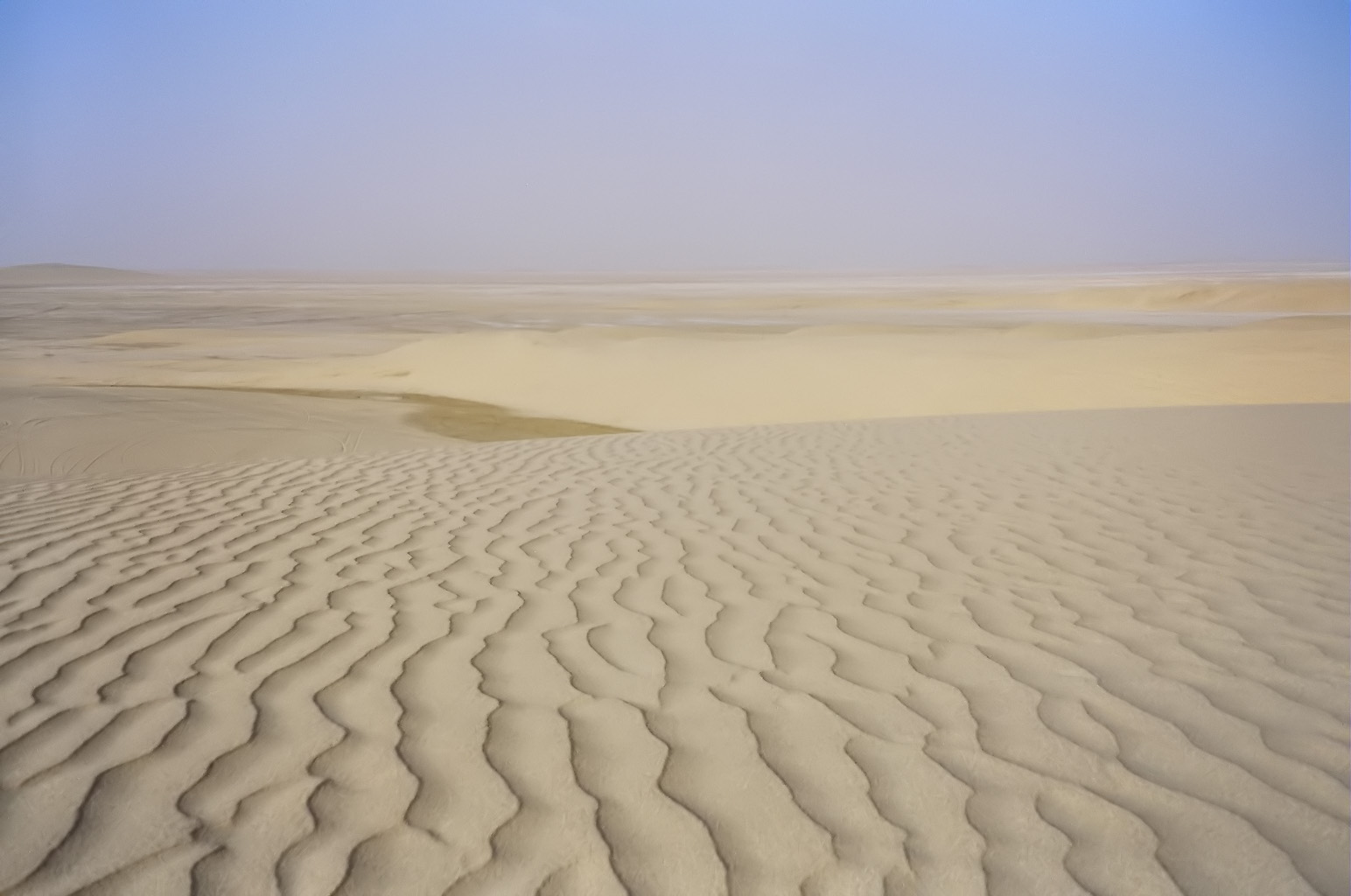
Az ország nagy része sivatag

### Domborzat
A Katar-félszigeten fekvő apró állam enyhén felboltozódó mészkőrétegekből álló sivatagos alföld. 
Az ország nagy része alacsony, kopár, homokkal borított síkságból áll.
A felszínt délkeleten szélfútta homokdűnék, a korallzátonyokkal övezett partok mentén sós-agyagos mélyedések tagolják. 
Legmagasabb pontja: Qurayn Aba al Bawl, 103 méter.

### Vízrajz
Nincs jelentősebb állandó vízfolyás, vagy édesvizű tó.

### Éghajlat
Éghajlata sivatagi, nagyon enyhe téllel és nagyon forró nyarakkal. Kicsi és zömmel sík területe lévén az egész országban egységes az éghajlat.
Alapvetően két fő évszak létezik: egy hűvösebb évszak decembertől februárig, és egy forró évszak áprilistól októberig. Utóbbiban ezen belül megkülönböztethetünk egy nagyon forró időszakot májustól október közepéig. Március és november átmeneti, meleg hónapok.
| Hónap                           | Jan. | Feb. | Már. | Ápr. | Máj. | Jún. | Júl. | Aug. | Szep. | Okt. | Nov. | Dec. | Év   |
| ------------------------------- | ---- | ---- | ---- | ---- | ---- | ---- | ---- | ---- | ----- | ---- | ---- | ---- | ---- |
| Átlagos max. hőmérséklet (°C)   | 21,7 | 23,0 | 26,8 | 31,9 | 38,2 | 41,2 | 41,5 | 40,7 | 38,6  | 35,2 | 29,5 | 24,1 | 32,8 |
| Átlagos min. hőmérséklet (°C)   | 12,8 | 13,7 | 16,7 | 20,6 | 25,0 | 27,7 | 29,1 | 28,9 | 26,5  | 23,4 | 19,5 | 15,0 | 21,6 |
| Átl. csapadékmennyiség (mm)     | 13   | 17   | 16   | 8    | 3    | 0    | 0    | 0    | 0     | 1    | 3    | 12   | 73   |
| Havi napsütéses órák száma      | 244  | 224  | 242  | 273  | 325  | 342  | 325  | 328  | 306   | 303  | 276  | 241  | 3429 |
| Forrás: http://weatherspark.com |      |      |      |      |      |      |      |      |       |      |      |      |      |

### Élővilág, természetvédelem
Az állam területe sivatag. A partok előtt mangrovemocsarak találhatók, figyelemre méltó madárvilággal.

## Történelem

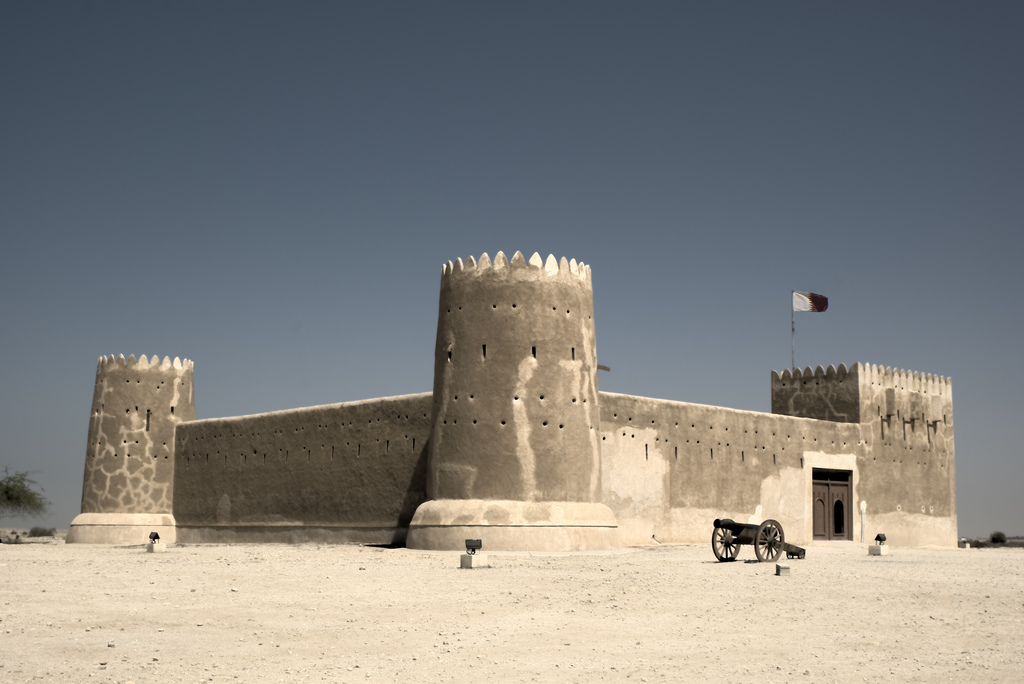
A Zubara erőd

A perzsa és görög fennhatóság után az 1. században arab törzsek vették birtokba a vidéket. 528-ban az Arab Kalifátus része lett, de mivel távol esett a birodalom nagy központjaitól, időről időre vallási reformátorok vagy önállóságra törő emírek kezébe került. A törökök 1536-ban foglalták el, és fennhatóságuk alatt maradt egészen 1868-ig, az angolok megjelenéséig. A Katari Emírséget 1868. szeptember 12-én kiáltották ki. Az ország 1916-ban brit védnökség lett, az uralkodó emír csak formálisan gyakorolta hatalmát. Amikor az angolok bejelentették, hogy 1971-ben kivonulnak a Perzsa-öböl térségéből, a part menti területek uralkodói egy föderáció létrehozását határozták el, amely meg is alakult (napjainkban Egyesült Arab Emírségek), de Katar és Bahrein sem csatlakozott hozzá. Katar 1971. szeptember 3-án kikiáltotta függetlenségét.
1995-ben az emír fia megdöntötte apja hatalmát, és jelentős reformokat vezetett be. Az 1999-es első ízben megtartott választásokon nők is részt vehettek. 2003-ban itt volt az Irak elleni amerikai támadás főhadiszállása.

## Politika és közigazgatás

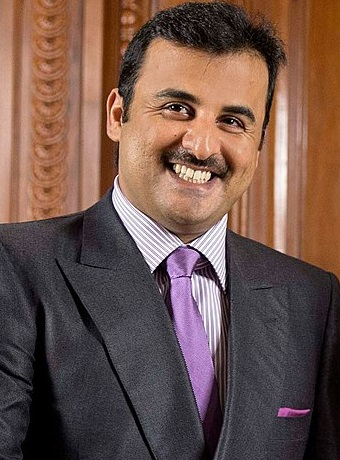
Tamim ibn Hamad ibn Halífa Al Táni jelenlegi emír

Az állam de facto abszolút monarchia, ahol a katari emír államfő és kormányfő is. Katar örökös emírje rendelkezik minden végrehajtó és törvényhozó hatalommal, és végső soron ellenőrzi az igazságszolgáltatást.
Az uralkodó család tagjai töltik be szinte valamennyi fontosabb miniszteri posztot, akiket az emír nevez ki.
Katar jogrendszerének több forrása van: a saría (iszlám jog), az oszmán jog, valamint az európai polgári jog. Ez utóbbit más európai befolyású arab államok jogrendszerének kölcsönzésével vezették be.
A saría törvény a katari jogszabályok fő forrása.
Katarban nincsenek politikai pártok, nem engedélyezettek. Az állampolgárok 1999 óta szavazhatnak az önkormányzati választásokon, az első parlamenti választást 2021-ben tartották. Az emír, az uralkodó család azonban fenntartja a politikai hatalom monopóliumát, a rendszer kizárja a választások útján történő kormányváltás lehetőségét.

### Közigazgatási beosztás

Katar kerületei

Az ország nyolc kerületre (arabul baladijáh) oszlik:
1. Al Shamal
2. Al Khor
3. Al-Shahaniya
4. Umm Salal
5. Al Daayen
6. Ad-Dawhah
7. Al Rayyan
8. Al Wakrah

## Népesség

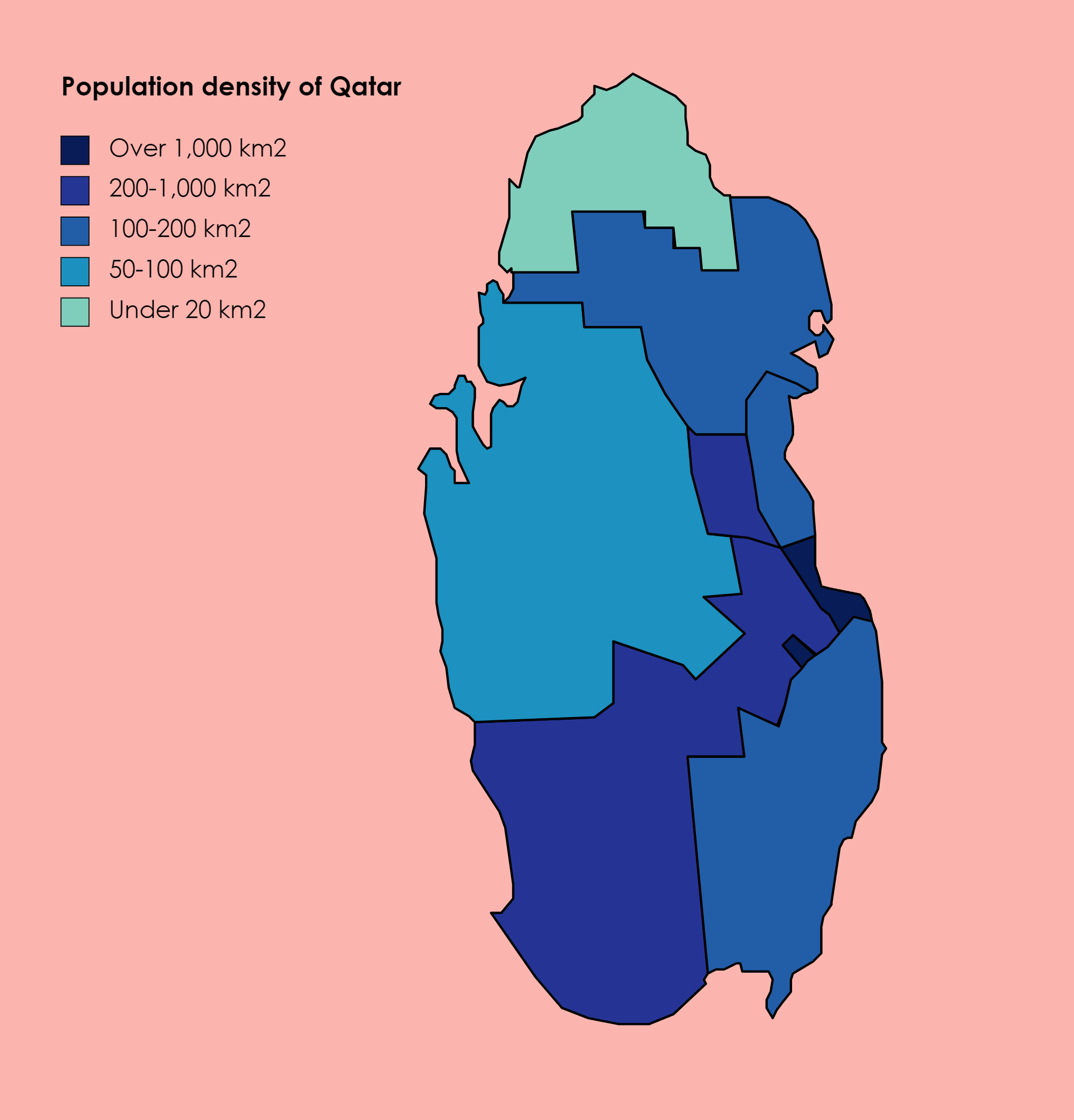
Katar népsűrűsége 2015-ben

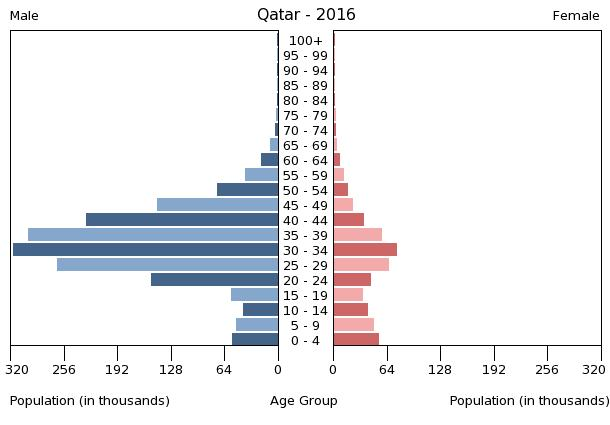
A katari népesség korfája

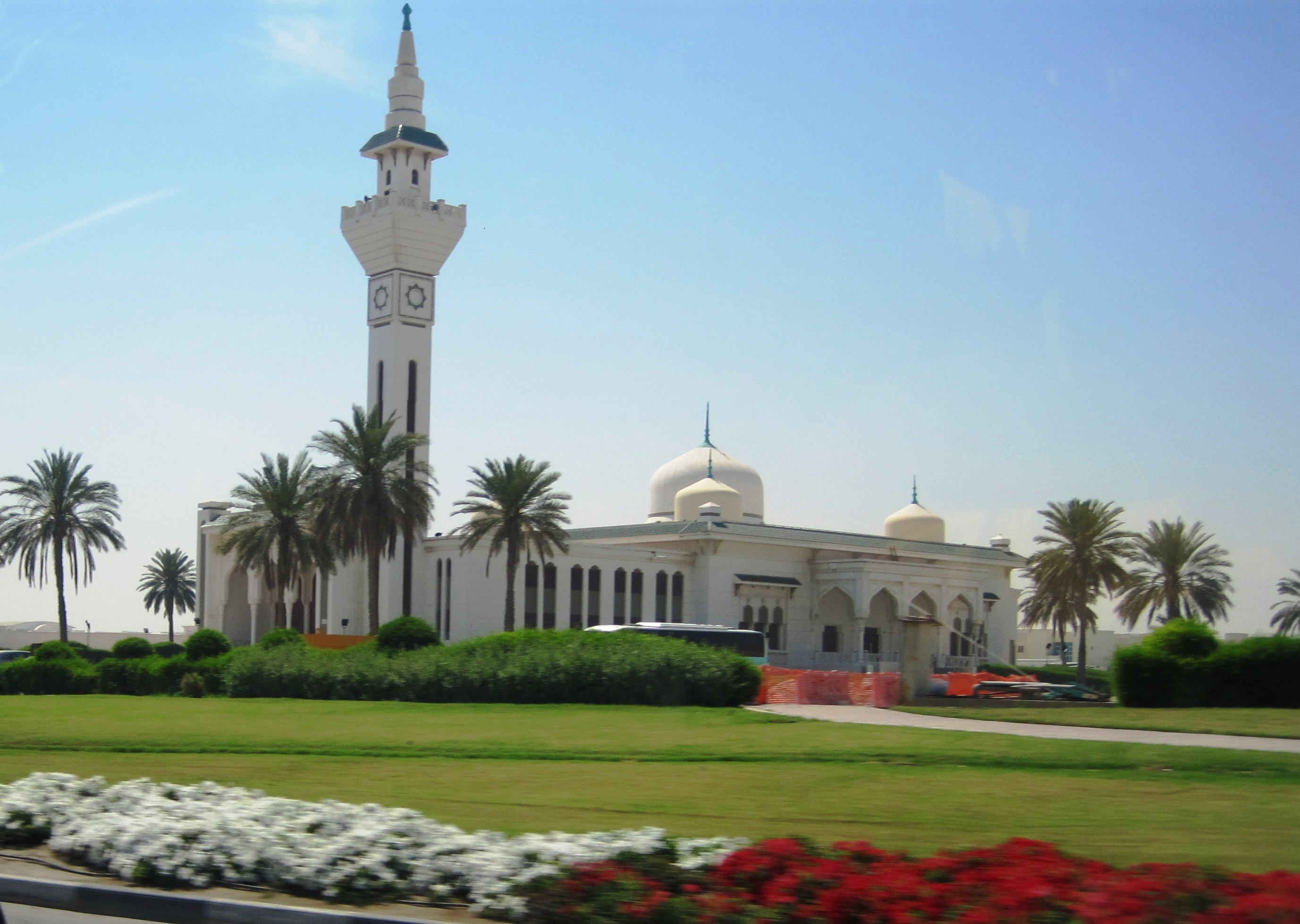
Alwakhra mecset Dohában

A népesség száma Katarban az évszaktól függően jelentősen ingadozik, mivel az ország nagyban támaszkodik a külföldiek munkájára. 2017 elején Katar teljes népessége 2,6 millió volt, de népességének döntő többségét a külföldiek tették ki. Ekkor (2017) a népességének csak 313 ezer fő (12 %-a) volt katari állampolgár, míg a fennmaradó 2,3 millió (88 %) bevándorló és vendégmunkás volt. A legtöbb külföldi munkást a dél-ázsiai országok adják.
A férfimunkások beáramlása az országba felborította a nemek arányát és 2020-as becslés alapján a nők a népesség kb. negyedét teszik csak ki.

### Népességének változása
| Lakosok száma | 47 316 | 79 746 | 130 390 | 192 059 | 341 249 | 476 517 | 512 476 | 629 745 | 1 359 114 | 2 639 211 |
|               | 1960   | 1966   | 1972    | 1978    | 1984    | 1990    | 1996    | 2002    | 2008      | 2017      |

### Általános adatok
- Városi lakosság aránya 2020-ban: 96%.[27]
- Az átlagos népsűrűség 2020-ban: 248 fő/km².[27]

### Legnépesebb települések

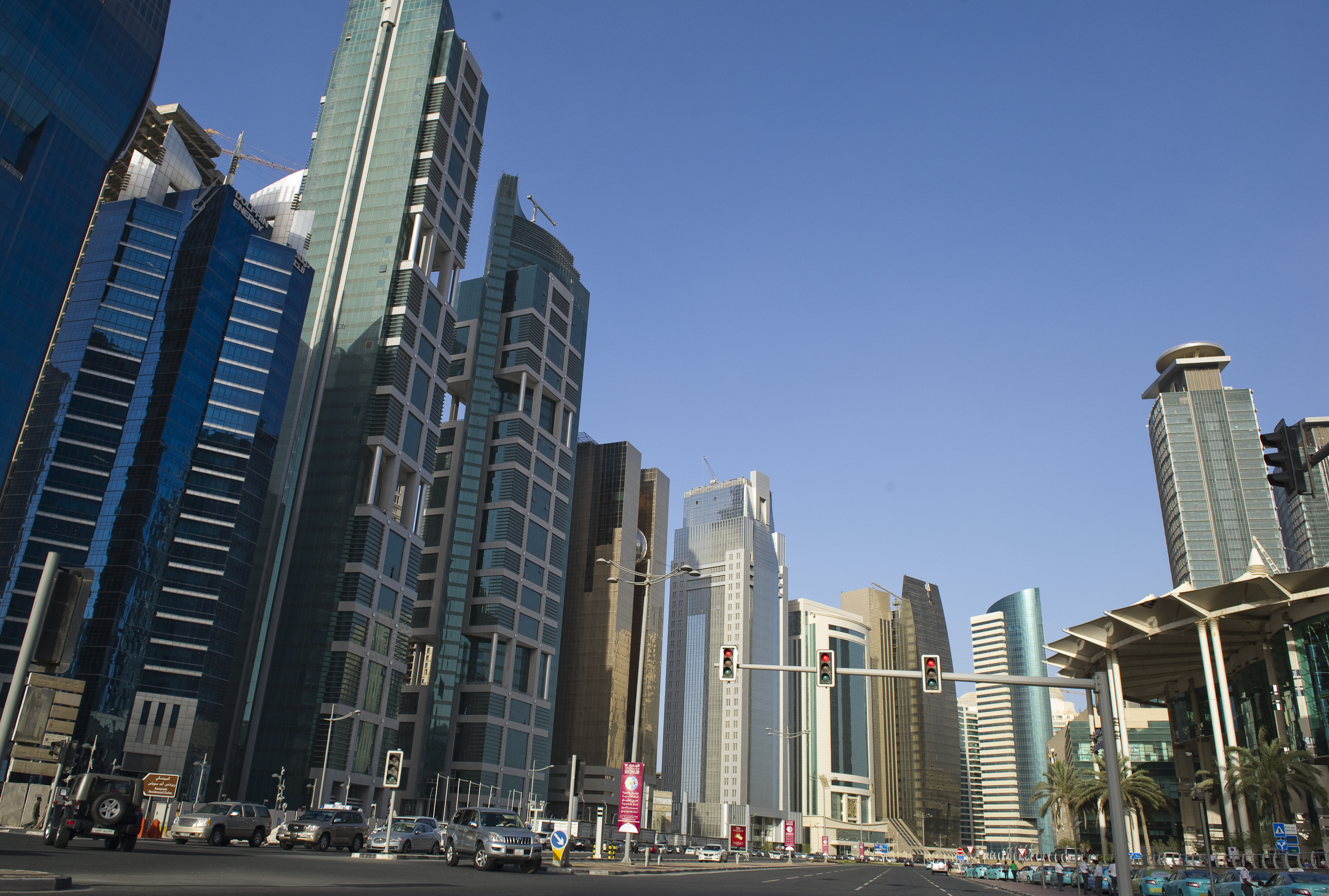
A főváros, Doha

### Nyelvi megoszlás
Az országban a hivatalos nyelv az arab és a katari arab a helyi nyelvjárás. Széles körben beszélt nyelv még az angol is, és gyakran használják második nyelvként.
Ezeken kívül a bevándorlók és vendégmunkások egymás között számos más nyelven beszélnek.
2012-ben Katar új társult tagként csatlakozott a frankofón országok (OIF) szervezetéhez.

### Etnikai megoszlás
A lakosság származási összetétele 2015-ös adatok alapján:
- nem katari: 88,4%,
- katari: 11,6%.

A külföldiek nagy része indiai, nepáli, pakisztáni, srí lankai, fülöp-szigeteki, európai, afrikai stb.

### Vallási megoszlás
Vallási összetétel 2020-ban: 67-68 %-a muszlim (ennek zöme szunnita), közel 14 %-a keresztény és szintén kb. 14 %-a hindu, kb. 3%-a buddhista, a maradék egyéb. A keresztény, hindu, buddhista lakosság szinte teljes egészében külföldiekből tevődik össze.
A katari állampolgárok többsége az iszlám vahhabizmus ágához tartozik, míg 5–15%-uk követi a síita iszlámot. Más iszlám irányzatok elhanyagolhatók.

## Gazdaság

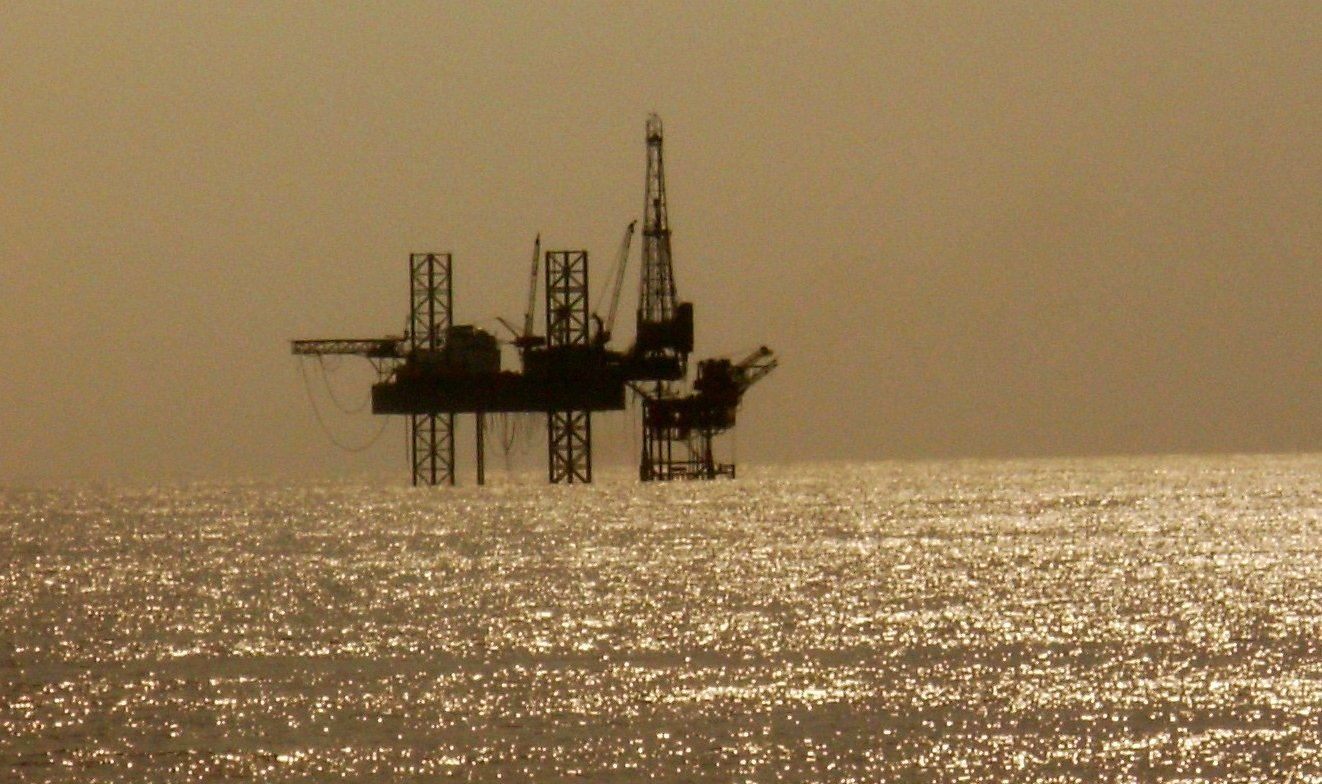
Olajfúrótorony az Arab-öbölben

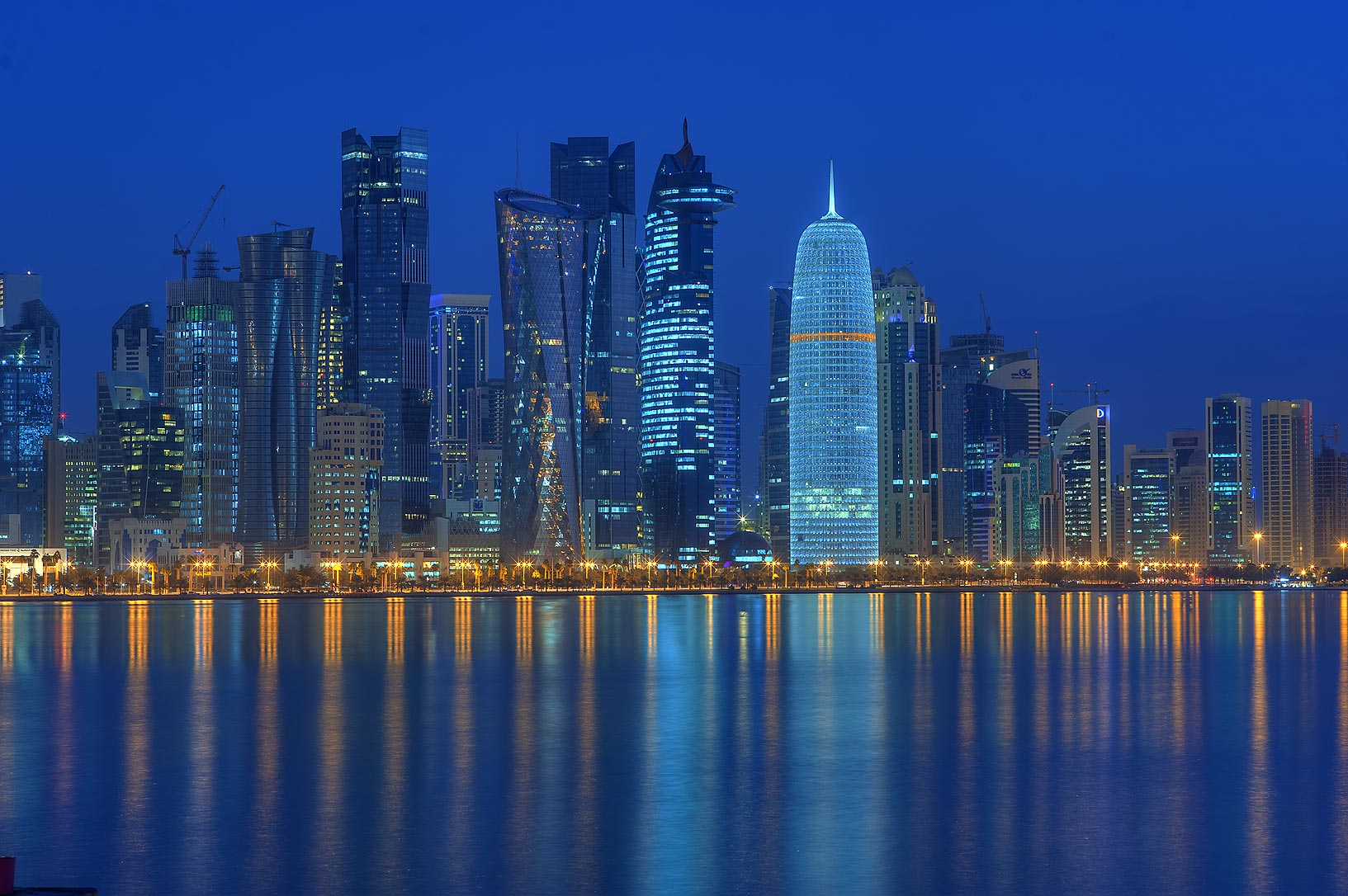
Doha éjjeli látképe

A kőolaj felfedezése előtt a gazdasága a halászatra és gyöngyhalászatra épült. Miután az 1920-as és 1930-as években megjelent a japán tenyésztett gyöngy a világpiacon, a katari gyöngyipar összeomlott. A kőolajat ezután fedezték fel  és a felfedezés gyökeresen átalakította az állam gazdaságát. Az életszínvonal ma kimagasló, jövedelemadó nincs, adókulcsai pedig a világ legalacsonyabbai közé tartoznak. A munkanélküliségi ráta elenyésző.
Az egy főre jutó GDP (PPP) tekintetében is kiemelkedő helyen áll a világ országai között.

### Gazdasági adatok
Gazdasági adatok 2010-2017 között:

| Év   | GDP (milliárd US$ PPP) | GDP per fő (US$ PPP) | GDP növekedés (reál) | Infláció | Államadósság (GDP %-ban) |
| ---- | ---------------------- | -------------------- | -------------------- | -------- | ------------------------ |
| 2010 | 218.2                  | 127,226              | 18.1 %               | −2.4 %   | 29.1 %                   |
| 2011 | 252.5                  | 145,724              | 13.4 %               | 2.0 %    | 33.5 %                   |
| 2012 | 269.2                  | 146,872              | 4.9 %                | 1.8 %    | 32.1 %                   |
| 2013 | 285.6                  | 142,543              | 4.4 %                | 3.2 %    | 30.9 %                   |
| 2014 | 302.3                  | 136,409              | 4.0 %                | 3.4 %    | 24.9 %                   |
| 2015 | 316.4                  | 129,805              | 3.6 %                | 1.8 %    | 34.9 %                   |
| 2016 | 327.6                  | 125,159              | 2.2 %                | 2.7 %    | 46.5 %                   |
| 2017 | 340.6                  | 124,529              | 2.1 %                | 0.4 %    | 54.0 %                   |

### Általános adatok
Fő gazdasági erőforrása a hatalmas kőolaj- és földgázkészlete. Iparát a kőolaj-finomítás, vegyipar és teljes vertikumú vaskohászat alkotja. A tetemes bevételekből fejlett infrastruktúrát, szociális intézményrendszert építettek ki. Mezőgazdaságának vezető ágazata a modern alapokra helyezett halászat. Az Öböl Menti Együttműködési Tanács (GCC) tagja.
A GDP összetétele 2017-ben:
- mezőgazdaság: 0,2%
- ipar: 50,3%
- szolgáltatások: 49,5%

#### Mezőgazdaság
Mezőgazdasága elenyésző. Főbb áruk : paradicsom, datolya, padlizsán, juhtej, kecsketej.
Tenyésztett állatok : teve, juh, kecske, baromfi.

#### Ipar
Iparágak : földgáz és nyersolaj-kitermelés és -finomítás, petrolkémiai ipar, műtrágyagyártás, acél- és cementgyártás, kereskedelmi hajójavítás.

#### Külkereskedelem
Fő árucikkek:

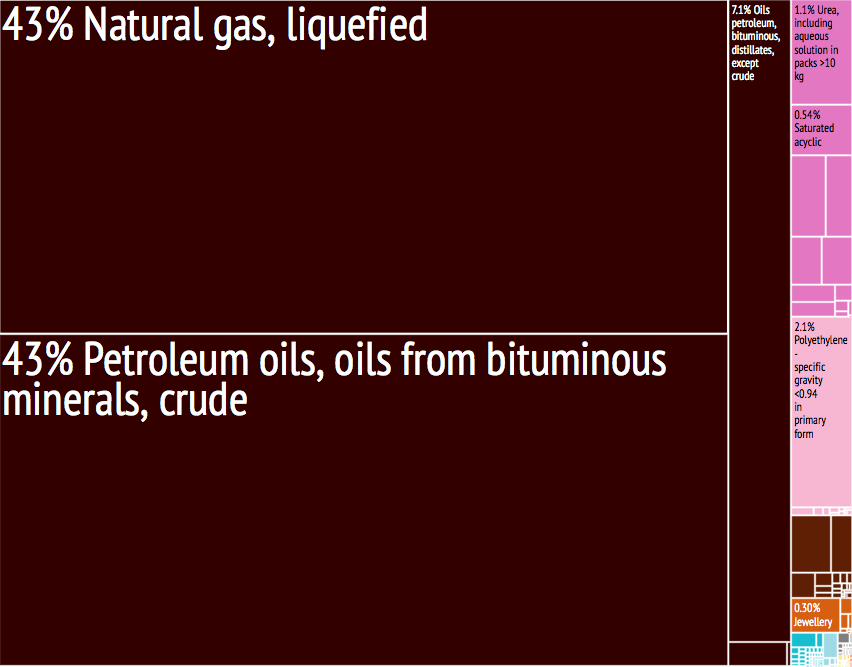
A katari export megoszlása

- Export: kőolaj, kőolajtermékek, műtrágya, acél.
- Import: gépek és berendezések, járművek, élelmiszerek, vegyszerek.

Legfontosabb kereskedelmi partnerek 2017-ben:
- Export: Japán 17,3%, Dél-Korea 16%, India 12,6%, Kína 11,2%, Szingapúr 8,2%, Egyesült Arab Emírségek 6,4%
- Import: Kína 10,9%, USA 8,9%, Egyesült Arab Emírségek 8,5%, Németország 8,1%, Egyesült Királyság 5,5%, India 5,4%, Japán 5,3%

## Közlekedés

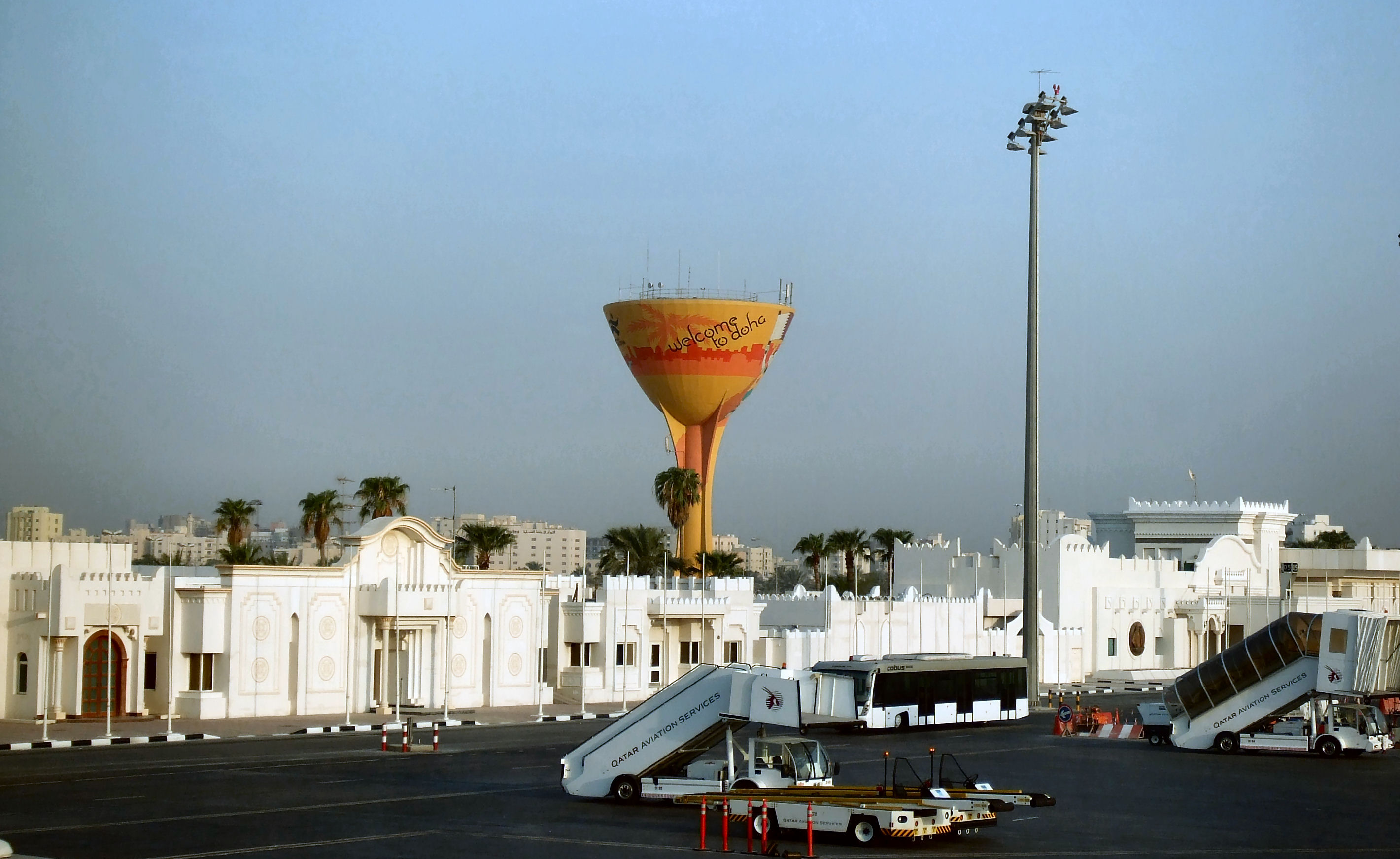
A dohai nemzetközi repülőtér egy része

A legfontosabb kikötő és nemzetközi repülőtér Doha mellett van, ezenkívül még 1 repülőtér és 2 kikötő van az országban. 

### Közút
Az országban a legtöbb főútvonalat többsávos autópályává építették át; ezek (2020-ban):
- Al Shamal autópálya: Doha - Ar Ru'ays. Hossza: 109 km.
- Doha autópálya: Doha - Mesaieed. Hossza: 57 km.
- Garafat Ar Rayyan autópálya: Doha - Dukhan . Hossza: 82 km.
- Al Khor autópálya: Doha - Al Khor . Hossza: 45 km.
- Salwa Highway: Doha – Salwa. Hossz: 100 km.
- Umm Bab autópálya: Dukhan - Salwa. Hossza: 61 km.
- Az Al Majd Road, Katar leghosszabb autópályája, amely délről északra 195 km hosszú.[39]

### Légi
Az ország légi közlekedését a Dohai nemzetközi repülőtér és Hamad nemzetközi repülőtér bonyolítja. Az ország saját légitársasága a Qatar Airways, amelyet 2011-ben és 2012-ben is a világ legjobb légitársaságának választott a Skytrax World Airline Awards.

### Vasúti
A Dohai Metró (Doha Metro) 2019-ben kezdte meg működését. 2022 óta 3 vonalon, 76 km hosszan működik, 40 megállóval.

## Telekommunikáció
| Hívójel prefix | A7 |
| ITU zóna       | 39 |
| CQ zóna        | 21 |

## Kultúra

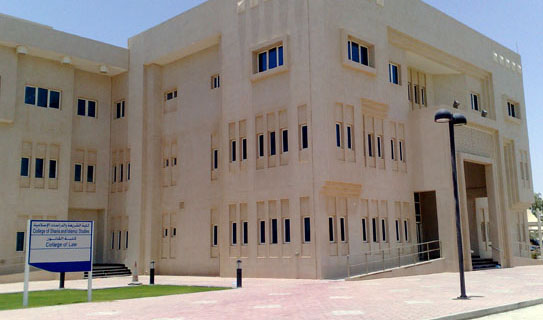
Qatar University egy épülete, Doha

A hagyományos katari kultúrát erősen befolyásolta a beduin kultúra. A félsziget zord éghajlati viszonyai egykor arra kényszerítették a lakosokat, hogy táplálékért a tengerhez forduljanak. Így a helyi kultúrában, például az irodalom és a folklór témái gyakran kapcsolódnak a tengeri tevékenységekhez.
Az olyan szóbeli művészetek, mint a költészet és az ének, történelmileg inkább elterjedtek voltak, mint a figuratív művészetek (szobrászat, festészet), mivel az iszlám korlátozza az érző lények ábrázolását; azonban bizonyos vizuális művészeti ágakat, például a kalligráfiát, az építészetet és a textilművészetet széles körben gyakorolták.

### Média
Itt működik az al-Dzsazíra hírtelevízió, amely arab és angol nyelven sugároz.
A Freedom House 2022-es sajtószabadság-jelentése a katari médiát "nem szabadnak" minősítette. A kormány, az emír és az uralkodó család bírálata a médiában illegális. Az újságírók ellen is eljárás indul az iszlám megsértése miatt is.
Mind a nyomtatott, mind a sugárzott médiát befolyásolják, és állami cenzúra alá esnek. 2020 januárjától a büntető törvénykönyv módosítása öt év börtönbüntetéssel vagy 100 ezer riál (27,5 ezer USD) maximális pénzbírsággal bünteti a „hamis hírek” közzétételét.

### Kulturális intézmények
A katari múzeumokat a 2000-es évek elején hozták létre. 
- az Iszlám Művészetek Múzeuma (Museum of Islamic Art), Doha központi vízparti sétányával szomszédos. Hagyományos iszlám minták (kupolák, geometrikus minták, boltívek) ötvöződnek a modern építészettel, így jött létre a múzeum épülete.
- a Mathaf: Modern Arab Művészetek Múzeuma (Mathaf: Arab Museum of Modern Art), Doha.
- Katari Nemzeti Kongresszusi Központ (QNCC), modern épület, amely számos rendezvénynek ad helyet, és előadótermeket, tárgyalókat és kiállítótereket tartalmaz.[46]

### Gasztronómia
Mivel Katar az iszlám előírásokat követi, alkoholt és sertéshúsból készült termékeket nem lehet bevinni az országba.
A katari konyha a hagyományos arab és levantei konyhát tükrözi, de az iráni és indiai konyha is nagy hatással van rá. A tenger gyümölcsei és a datolya alapanyagok.

## Turizmus

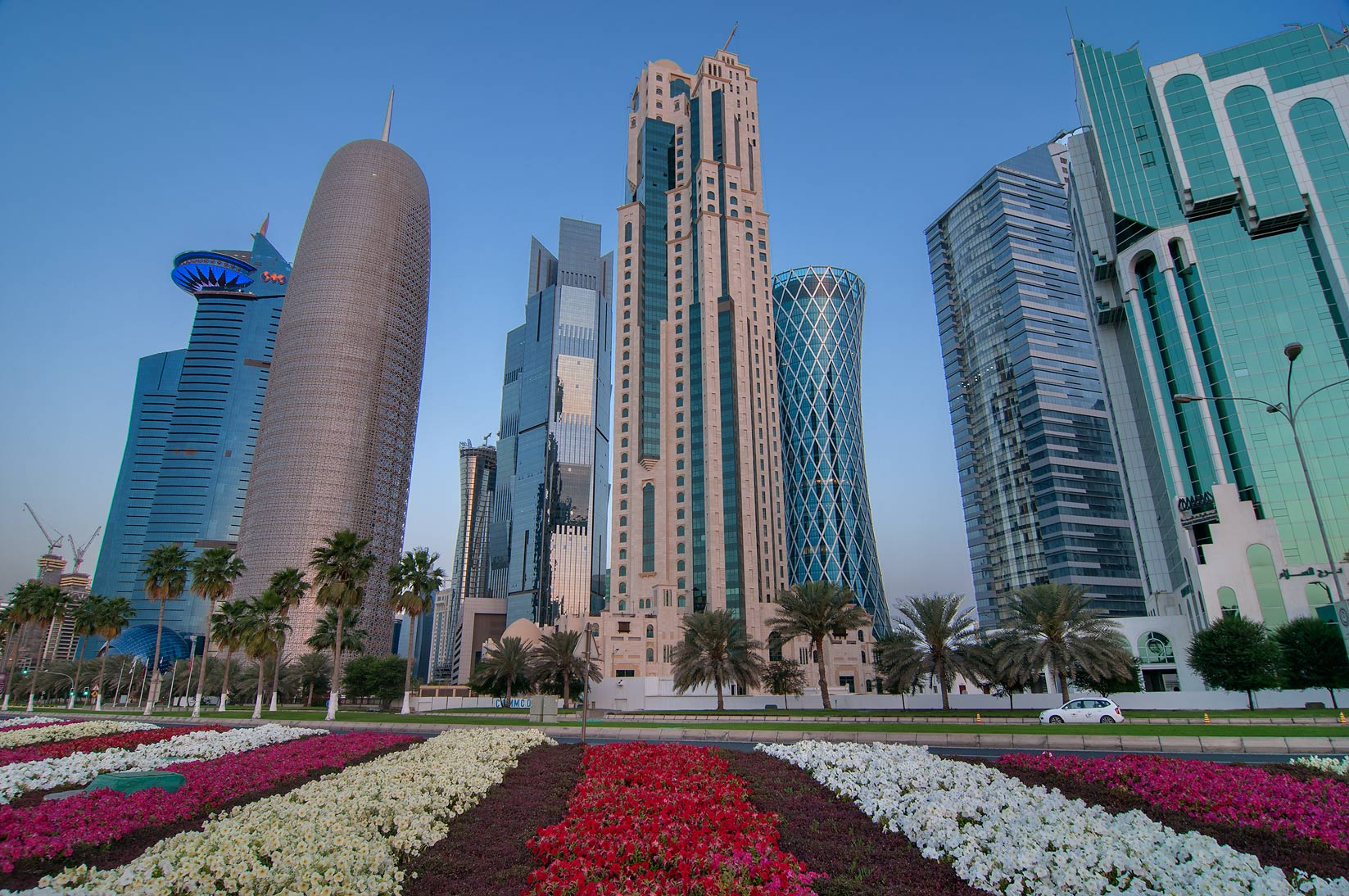
Doha

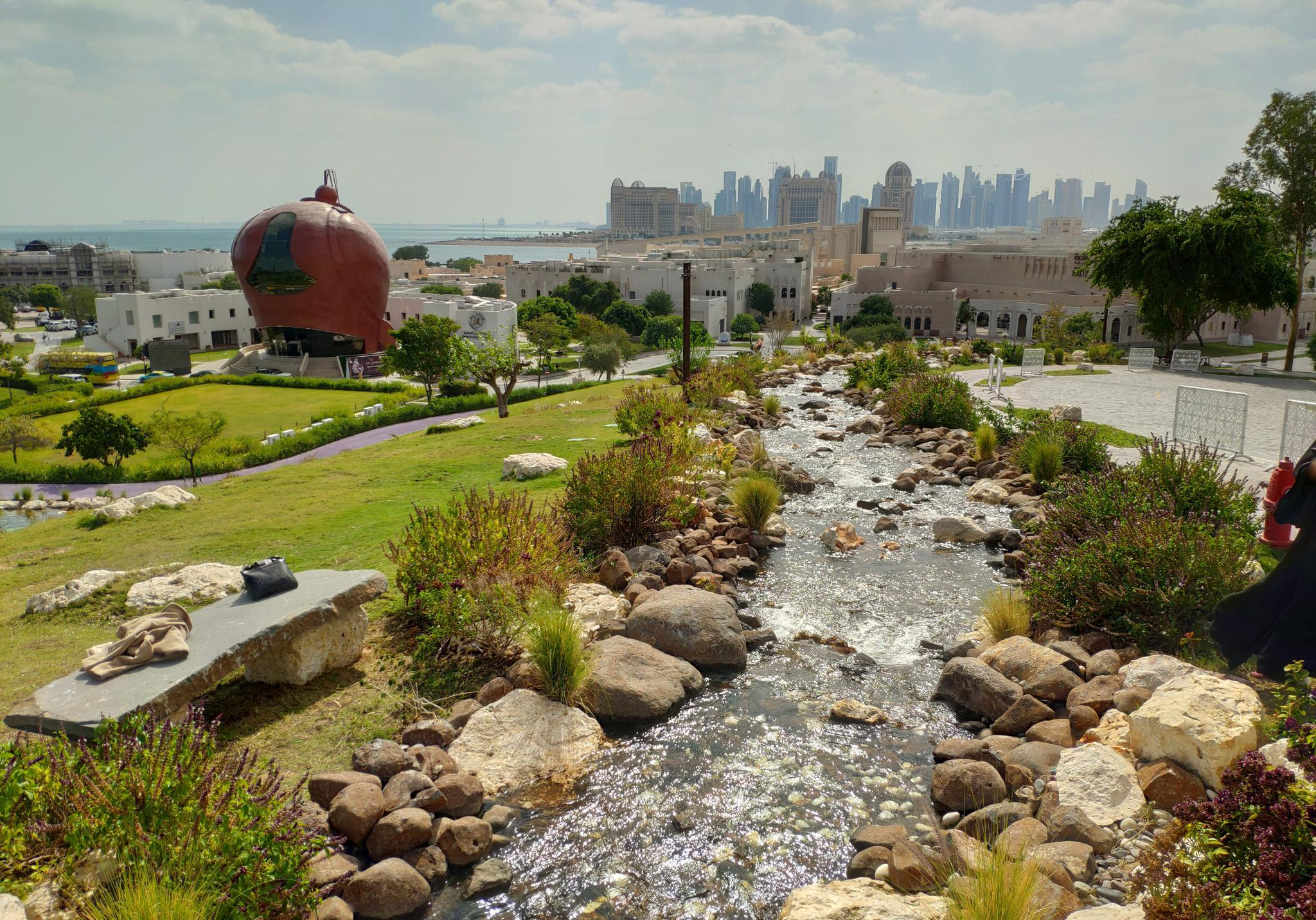
Látkép a Katara "kulturális faluból"

A katari kormány célja a külföldi látogatók számának növelése. Az állam mintegy 17 milliárd dollárt különített el az idegenforgalom fejlesztésére 2014-ig, amelynek nagy részét szállodák, kiállítóhelyek és az infrastruktúra fejlesztésére fordították. Annak érdekében, hogy lépést tudjanak tartani a növekvő látogatószámmal, a kormány 2012-ig 400%-os szállodai kapacitásnövekedést tűzött ki célul. A pénzügyi támogatás mellett a kormány az üzleti szabályozás könnyítésén is munkálkodott a magánszektor aktivitásának növelése érdekében.
Főbb látnivalók :
- Souq Waqif (hagyományos "szuk" piac)
- Doha Corniche (Vízparti sétány)
- Katara - The Cultural Village Foundation (Amfiteátrum és építészet)
- MIA Park
- A múzeumok
- Az erődök (Zubara, AlKoot)
- A mecsetek
- Doha városképe, a felhőkarcolók

## Sport

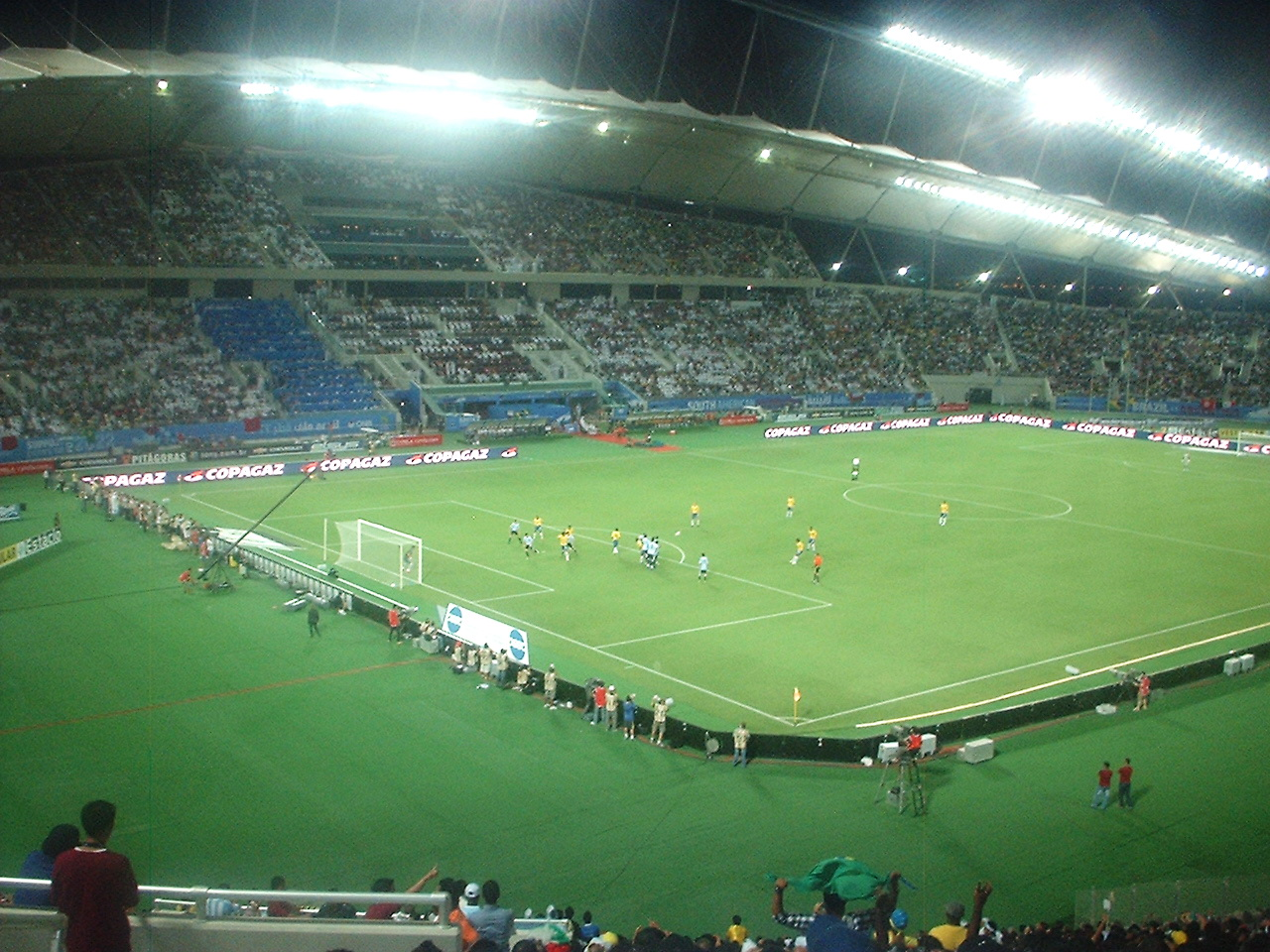
Khalifa Nemzeti Stadion Dohában

### Labdarúgás
Az egyesületi futball a legnépszerűbb sportág Katarban, mind a játékosok, mind a nézők szempontjából.

### Formula–1
A katari nagydíj legutóbb 2021-ben volt megrendezve, 2022-ben a labdarúgó-világbajnokság miatt nem szerepelt a naptárban, de 2023-tól visszatér az ország az F1-be.

### Egyéb
- 2004-ben Dohában rendezték az asztalitenisz csapat-világbajnokságot.
- 2004 óta minden évben megrendezik a gyorsasági motoros világbajnokság Katari Nagydíját.
- Itt rendezik meg minden évben a katari ExxonMobile tenisztornát.
- Itt kerül sor 2011-ben a labdarúgó-Ázsia-kupára, 2022-ben pedig – az arab országok között először – a labdarúgó-világbajnokságra.[51]
- 2015-ben a XXIV. férfi kézilabda világbajnokság helyszíne.[52]
- 2019-ben itt rendezték a FIFA Klubvilágbajnokság döntőjét.

## Ünnepek
Katarban a hétvégét a péntek és szombat adja.
Az ország jelentős ünnepei:

| dátum                      | név                       | arab név             | megjegyzés                                                       |
| -------------------------- | ------------------------- | -------------------- | ---------------------------------------------------------------- |
| február 2. keddje          | Nemzeti Sportnap          | اليوم الوطني للرياضة | munkaszüneti nap                                                 |
| március eleje              | márciusi munkaszüneti nap | عطلة البنك           | munkaszünet                                                      |
| december 18.               | Nemzeti Nap               | اليوم الوطني لقطر    | Katar nemzeti napja. A korábbi szept. 3-ról módosult decemberre. |
| 1st, 2nd, 3rd Shawwal      | Eid ul-Fitr               | عيد الفطر            | A ramadán végéről megemlékezés                                   |
| 10th, 11th, 12th Zulhijjah | Eid ul-Adha               | عيد الأضحى           | iszlám ünnep                                                     |